# Проза
Прозата (на латински: prōsa) е литературна форма на изказ, отличаваща се от другите форми (например поезия) с липсата на модели за оформление на текста.
При прозата няма нужда от използване на строфи, рими, алитерация и други творчески похвати, поради което до голяма степен тя се доближава до говоримата реч. Макар в прозата да се създават много видове литературни произведения, нейната функция е предимно информативна, поради което играе основна роля в научната, институционалната и публицистичната сфера на общуване. Също така прозата е основен способ на използване в приказки, разкази и енциклопедии. Жанровете на прозата са много и разнообразни, но всички те се подчиняват на някои общи правила и тенденции.

## Етимология
Древните римляни, наследниците на гръцката култура, започват да наименуват проза всяка неримувана и неритмична реч. При Квинтилиан се среща израза ōrātiō prōsa, докато при Сенека – само prōsa с която се обозначава свободна реч, несвързана с ритмични повторения.
Самият израз prōsa (ōrātiō) се формира от прилагателното prōsus, което означава „директно, свободно“. Макар думата проза често да се употребява като противоположност на стих, истината е, че все още не може да се сложи точна линия, предел между тези две понятия и продължава да се спори по това къде свършва едното и къде започва другото.

## История
В Древна Гърция наред с поезията паралелно съществува и проза във формата на митове, легенди, приказки и комедии. На тези жанрове обаче по това време не се гледа като на поетични или прозаични, защото митовете за гърците не са художествени произведения, а религиозни традиции, докато преданията са исторически, приказките – битови, а комедията е прекалено светска и земна. Към нехудожествената проза древните гърци отнасят също ораторските, политическите, а по-късно и научните произведения. Така в древния свят, древния Рим, а след това и по време на Средновековието прозата остава на втори план, второстепенна по значение, тъй като е считана за битова или публицистична литература и е в пълен контраст със считаната за високохудожествена поезия.
През втората половина на Средновековието, ситуацията започна да се променя постепенно. Наред с разлагането на древното, а след това и на феодалното общество се разлагат постепенно и поемата, трагедията и одата. Във връзка с развитието на търговията на буржоазното общество, неговия културен и идеологически растеж, основан на културата на големите градове започва да се развива и расте прозаичния жанр и много негови подвидове. Благодарение на това развитие се появяват повестта, новелата, следвани не след дълго и от романа. Старата жанрова поезия, която играе важна роля в литературата на феодализма и робовладелското общество, постепенно започва да губи основното си водещо значение, макар да не изчезва от литературата по принцип. Новите жанрове играят важна роля в буржоазните стилове, а след това и в цялата литература на капитализма. Художествената проза започва да оспорва водещата позиция на поезията, развива се редом с нея, а по-късно, в разцвета на капитализма, дори я изпреварва. Към края на XIX век писателите прозаици, новелисти и романисти, стават най-видните фигури в литературата, които дават на обществеността този велик типичен синтез, който в ерата на триумфа на поезията дават създателите на стихове и трагедии.

## Литературни жанрове в прозата

### Роман
Романът е вид литературен жанр на прозата, в който се разказва историята на главния герой, участващ в специфични, значими, вълнуващи или обичайни за него събития в даден период от неговия живот.
Романът като вид художествено литературно произведение в проза се отличава най-общо от разказа, новелата и повестта по обема си, отговарящ на по-широкото разгръщане на сюжета, по полифоничността си, в него се развиват по-пълно характерите на действащите лица (самият им брой често е по-голям), контекстът на описваните събития се задълбочава.

### Новела
Новелата е епически литературен вид. Оформя се през Ренесанса като сравнително кратка история с интригуваща сюжетна линия и неочакван, често поучителен край. По-късно в новелата прониква психологизмът и тя става преходна форма между разказа и повестта. Жанрът се утвърждава с появата на книгата на Джовани Бокачо „Декамерон“ (1353 г.). Новелата се различава от останалите жанрове по следните характеристики: много по-кратка от романа, остър, парадоксален сюжет, неутралност на стила на изложение и неочаквана развръзка.

### Повест
Повестта е един от епическите видове в литературата, който заема средно място между разказа и романа. Разликите са по отношение на сюжетното развитие, което е по-добре разгърнато в сравнение с разказа, но еднопланово и ограничено в сравнение с романа. Главните герои в повестите не навлизат в много сложни взаимоотношения помежду си. Повестта е много по-близо до разказа, отколкото до романа.
Думата „повест“ идва от старинната българска дума „повѣсть“ – известие, разказ. Заражда се в дух на хроника в българската и руската литература под влияние на старинното повествование.
Въпреки че основоположниците на повестта са френски писатели от края на XVIII – началото на XIX век, като Оноре дьо Балзак и Бернарден дьо Сен-Пиер, бурно развитие този епичен вид претърпява най-вече в Русия в лицето на Александър Пушкин („Капитанската дъщеря“), Антон Чехов („Степ“), Иван Тургенев („Пролетни води“), Лев Толстой („Казаци“), Николай Гогол („Тарас Булба“). Първата оригинална българска повест е „Нещастна фамилия“ на Васил Друмев, написана през 1861 г.

### Разказ
Разказът е литературен повествователен жанр. Счита се, че той е един от трудните белетристични видове. В него участват ограничен брой действащи лица, защото са ограничени възможностите на малката интрига за включване на много персонажи. За да е убедителен, разказът трябва да представя реалистично и подробно, но в същото време като художествено обобщение типични явления от живота. С оглед на това откъде е взет сюжетът и с какви черти се отличава, разказите могат да се разделят на битови, исторически, приключенски, батални, научнофантастични, психологически, хумористични, сатирични и други.

### Пътепис
Пътеписът е сравнително кратко литературно произведение в проза, описващо пътуване до определено географско място – град, село, държава, планина и други. Най-известният български пътепис е „До Чикаго и назад“, написан от българския писател Алеко Константинов. Пътеписи също така са писали и писателите Иван Вазов и Антон Страшимиров. Пътеписът може да е много различни жанрове – журналистика, документален, хумористичен, сериозен и т.н. Пътеписите са винаги свързани с някакъв вид туризъм. В пътеписите може да са изложени исторически, етнографски или географски факти, заедно с приключения и авантюри.

### Биография
Биографията е писаната история на живота на дадена личност, даден човек. Когато историята е написана от самия човек, се нарича автобиография. Биографията индиректно дава информация в социален, национален, исторически, художествен и научен аспект. Тя обикновено започва с датата на раждане и завършва с датата на смъртта и трябва да е исторически достоверна.

### Есе
Есето е жанр на прозата, което представлява съчетание между критика, философия и публицистика в художествена форма. Неговата цел е да изясни актуални културно-обществени проблеми, по които още няма ясни общи становища или съществуват големи различия между тях. Есеистичният стил се отличава с образност, афористичност, творческа самобитност и новаторски дух. За основоположник на този жанр се смята френският хуманист Монтен, който през 1588 г. публикува своята творба „Есета“. Произведенията на Монтен представляват опит, старание да опише личните си размишления и преживявания. Той с поразителна искреност предава размислите и чувствата си за най-личните и интимни неща от живота. Друг известен писател, който е съвременник на Монтен е англичанинът Франсис Бейкън, който издава своите „Есета“ през 1597 г. Стилът на Бейкън се различава от този на Монтен със своята строгост и приповдигнатост, а темите са твърде мрачни.